# Achanarella trewini
Achanarella es un género extinto de peces jamoytiiformes siendo la única de la familia Achanarellidae, que vivieron en el Devónico medio en lo que hoy es Escocia. Se caracteriza por tener una forma de torpedo con una cola fuertemente hipocerca y una aleta anal bien desarrollada, también tiene al menos 13 aberturas branquiales y no poseer escamas ni escudo cefálico. La mayoría de sus fósiles están mal conservados y como otros agnatos de cuerpo blando se considera un género troncal hacia los gnatostomos.
A menudo se le suele clasificar dentro del orden Euphanerida debido a las características compartidas con los géneros de ese orden pero actualmente se considera del orden Jamoytiiformes. Incluso se le llego a considerar como un acantodio de alto grado en descomposición, o también como un pariente de las lampreas por la supuesta presencia de un cartílago de pistón como en Mayomyzon.